# Zwitsers voetbalelftal in 2017
Het Zwitsers voetbalelftal speelde negen officiële interlands in het jaar 2017, waaronder acht duels in de kwalificatiereeks voor het WK voetbal 2018 in Rusland. Zwitserland wist zich te plaatsen voor de eindronde onder leiding van bondscoach Vladimir Petković door in de play-offs af te rekenen met Noord-Ierland. Over twee wedstrijden wonnen de Zwitsers met 1-0. Het enige doelpunt, van de voet van verdediger Ricardo Rodríguez, kwam in de eerste wedstrijd tot stand vanaf de strafschopstip. Die had volgens velen nooit gegeven mogen worden. Na bijna een uur spelen meende de Roemeense scheidsrechter Ovidiu Hategan een handsbal van Corry Evans waar te nemen, na een schot van Xherdan Shaqiri. Dat bleek echter niet het geval te zijn, want Evans kreeg de bal tegen zijn rug. Op de in 1993 geïntroduceerde FIFA-wereldranglijst steeg Zwitserland in 2016 van de 11de plaats (januari 2017) naar de 8ste plaats (december 2017).

## Balans
| Wedstrijden | Wedstrijden | Wedstrijden | Wedstrijden | Doelpunten | Doelpunten | Doelpunten | Punten |
| Gespeeld    | Winst       | Gelijk      | Verlies     | Voor       | Tegen      | Saldo      | Punten |
| ----------- | ----------- | ----------- | ----------- | ---------- | ---------- | ---------- | ------ |
| 9           | 7           | 1           | 1           | 16         | 4          | +12        | 1.667  |

## Interlands
|                                                                          |                 |       |         |                                                                                        |
| 25 maart Kwalificatie WK 2018 Groep B № 773 «onderlinge duels» 20:45 uur | Zwitserland     | 1 – 0 | Letland | Stade de Genève, Lancy Toeschouwers: 25.000 Scheidsrechter: Vladislav Bezborodov (RUS) |
| 25 maart Kwalificatie WK 2018 Groep B № 773 «onderlinge duels» 20:45 uur | Josip Drmić 66' |       |         | Stade de Genève, Lancy Toeschouwers: 25.000 Scheidsrechter: Vladislav Bezborodov (RUS) |

|                                                             |                    |       |             |                                                                                           |
| 1 juni Vriendschappelijk № 774 «onderlinge duels» 20:45 uur | Zwitserland        | 1 – 0 | Wit-Rusland | Stade de la Maladière, Neuchâtel Toeschouwers: 10.200 Scheidsrechter: Radek Příhoda (CZE) |
| 1 juni Vriendschappelijk № 774 «onderlinge duels» 20:45 uur | Xherdan Shaqiri 9' |       |             | Stade de la Maladière, Neuchâtel Toeschouwers: 10.200 Scheidsrechter: Radek Příhoda (CZE) |

|                                                                        |         |                                      |             |                                                                                |
| 9 juni Kwalificatie WK 2018 Groep B № 775 «onderlinge duels» 20:45 uur | Faeröer | 0 – 2                                | Zwitserland | Tórsvøllur, Tórshavn Toeschouwers: 4.594 Scheidsrechter: Paolo Mazzoleni (ITA) |
| 9 juni Kwalificatie WK 2018 Groep B № 775 «onderlinge duels» 20:45 uur |         | 36' Granit Xhaka 59' Xherdan Shaqiri |             | Tórsvøllur, Tórshavn Toeschouwers: 4.594 Scheidsrechter: Paolo Mazzoleni (ITA) |

|                                                                             |                                                                  |       |         |                                                                                |
| 31 augustus Kwalificatie WK 2018 Groep B № 776 «onderlinge duels» 20:45 uur | Zwitserland                                                      | 3 – 0 | Andorra | Kybunpark, Sankt Gallen Toeschouwers: 12.600 Scheidsrechter: Tore Hansen (NOR) |
| 31 augustus Kwalificatie WK 2018 Groep B № 776 «onderlinge duels» 20:45 uur | Haris Seferovic 43' Haris Seferovic 62' Stephan Lichtsteiner 68' |       |         | Kybunpark, Sankt Gallen Toeschouwers: 12.600 Scheidsrechter: Tore Hansen (NOR) |

|                                                                             |         |                                                                     |             |                                                                                |
| 3 september Kwalificatie WK 2018 Groep B № 777 «onderlinge duels» 20:45 uur | Letland | 0 – 3                                                               | Zwitserland | Skontostadion, Riga Toeschouwers: 7.587 Scheidsrechter: Serdar Gözübüyük (NED) |
| 3 september Kwalificatie WK 2018 Groep B № 777 «onderlinge duels» 20:45 uur |         | 9' Haris Seferovic 54' Blerim Džemaili 58' (pen.) Ricardo Rodríguez |             | Skontostadion, Riga Toeschouwers: 7.587 Scheidsrechter: Serdar Gözübüyük (NED) |

|                                                                           |                                                                                             |       |                                      |                                                                                    |
| 7 oktober Kwalificatie WK 2018 Groep B № 778 «onderlinge duels» 20:45 uur | Zwitserland                                                                                 | 5 – 2 | Hongarije                            | St. Jakob-Park, Bazel Toeschouwers: 32.018 Scheidsrechter: Paolo Tagliavento (ITA) |
| 7 oktober Kwalificatie WK 2018 Groep B № 778 «onderlinge duels» 20:45 uur | Granit Xhaka 18' Fabian Frei 20' Steven Zuber 43' Steven Zuber 49' Stephan Lichtsteiner 83' |       | 58' Richárd Guzmics 88' Roland Ugrai | St. Jakob-Park, Bazel Toeschouwers: 32.018 Scheidsrechter: Paolo Tagliavento (ITA) |

|                                                                            |                                          |       |             |                                                                                  |
| 10 oktober Kwalificatie WK 2018 Groep B № 779 «onderlinge duels» 20:45 uur | Portugal                                 | 2 – 0 | Zwitserland | Estádio da Luz, Lissabon Toeschouwers: 61.566 Scheidsrechter: Cüneyt Çakır (TUR) |
| 10 oktober Kwalificatie WK 2018 Groep B № 779 «onderlinge duels» 20:45 uur | Johan Djourou 41' (e.d.) André Silva 57' |       |             | Estádio da Luz, Lissabon Toeschouwers: 61.566 Scheidsrechter: Cüneyt Çakır (TUR) |

|                                                                              |               |                              |             |                                                                                 |
| 9 november Kwalificatie WK 2018 Play-offs № 780 «onderlinge duels» 20:45 uur | Noord-Ierland | 0 – 1                        | Zwitserland | Windsor Park, Belfast Toeschouwers: 18.269 Scheidsrechter: Ovidiu Haţegan (ROM) |
| 9 november Kwalificatie WK 2018 Play-offs № 780 «onderlinge duels» 20:45 uur |               | 58' (pen.) Ricardo Rodríguez |             | Windsor Park, Belfast Toeschouwers: 18.269 Scheidsrechter: Ovidiu Haţegan (ROM) |

|                                                                               |             |       |               |                                                                              |
| 12 november Kwalificatie WK 2018 Play-offs № 781 «onderlinge duels» 18:00 uur | Zwitserland | 0 – 0 | Noord-Ierland | St. Jakob-Park, Bazel Toeschouwers: 38.512 Scheidsrechter: Felix Brych (GER) |
| 12 november Kwalificatie WK 2018 Play-offs № 781 «onderlinge duels» 18:00 uur |             |       |               | St. Jakob-Park, Bazel Toeschouwers: 38.512 Scheidsrechter: Felix Brych (GER) |

## FIFA-wereldranglijst
| JAN | FEB | MAR | APR | MEI | JUN | JUL | AUG | SEP | OKT | NOV | DEC |
| --- | --- | --- | --- | --- | --- | --- | --- | --- | --- | --- | --- |
| 11  | 11  | 11  | 9   | 9   | 9   | 5   | 4   | 7   | 11  | 8   | 8   |

## Statistieken
| Yann Sommer          | 1988-12-17 | Borussia M'gladbach | 8 | 0 | 0 | 33 | 0  |
| Roman Bürki          | 1990-11-14 | Borussia Dortmund   | 1 | 0 | 0 | 7  | 0  |
| Verdediging          |            |                     |   |   |   |    |    |
| Stephan Lichtsteiner | 1984-01-16 | Juventus            | 8 | 0 | 2 | 96 | 8  |
| Fabian Schär         | 1991-12-20 | Deportivo La Coruña | 7 | 0 | 2 |    |    |
| Johan Djourou        | 1987-01-18 | Antalyaspor         | 6 | 0 | 0 |    |    |
| Ricardo Rodríguez    | 1992-08-25 | AC Milan            | 5 | 0 | 2 |    |    |
| Manuel Akanji        | 1995-07-19 | FC Basel            | 4 | 0 | 0 | 4  | 0  |
| François Moubandje   | 1990-06-21 | Toulouse            | 4 | 0 | 0 |    |    |
| Nico Elvedi          | 1996-09-30 | Borussia M'gladbach | 1 | 0 | 0 |    |    |
| Silvan Widmer        | 1993-03-05 | Udinese             | 1 | 0 | 0 |    |    |
| Florent Hadergjonaj  | 1994-07-31 | Huddersfield Town   | 0 | 1 | 0 |    |    |
| Timm Klose           | 1988-05-09 | Norwich City        | 0 | 1 | 0 |    |    |
| Michael Lang         | 1991-02-08 | FC Basel            | 0 | 1 | 0 |    |    |
| Middenveld           |            |                     |   |   |   |    |    |
| Xherdan Shaqiri      | 1991-10-10 | Stoke City          | 9 | 0 | 2 |    |    |
| Granit Xhaka         | 1992-09-27 | Arsenal             | 8 | 1 | 2 |    |    |
| Blerim Džemaili      | 1986-04-12 | Montréal Impact     | 6 | 0 | 1 |    |    |
| Steven Zuber         | 1991-08-17 | TSG Hoffenheim      | 5 | 3 | 2 |    |    |
| Remo Freuler         | 1992-04-15 | Atalanta Bergamo    | 4 | 3 | 0 |    |    |
| Valon Behrami        | 1985-04-19 | Udinese             | 3 | 0 | 0 |    |    |
| Denis Zakaria        | 1996-11-20 | Borussia M'gladbach | 2 | 4 | 0 | 9  | 0  |
| Fabian Frei          | 1989-01-08 | 1. FSV Mainz 05     | 1 | 2 | 1 |    |    |
| Edimilson Fernandes  | 1996-04-15 | West Ham United     | 1 | 1 | 0 |    |    |
| Gelson Fernandes     | 1986-09-02 | Eintracht Frankfurt | 1 | 1 | 0 |    |    |
| Aanval               |            |                     |   |   |   |    |    |
| Haris Seferović      | 1992-02-22 | Benfica             | 8 | 1 | 3 |    |    |
| Admir Mehmedi        | 1991-03-16 | Bayer 04 Leverkusen | 6 | 2 | 0 |    |    |
| Eren Derdiyok        | 1988-06-12 | Galatasaray SK      | 0 | 4 | 0 |    |    |
| Breel Embolo         | 1997-02-14 | Schalke 04          | 0 | 4 | 0 | 21 | 2  |
| Josip Drmić          | 1992-08-08 | Borussia M'gladbach | 0 | 1 | 1 | 26 | 10 |